# ST8:USA300
A MRSA USA300 é uma forma da bactéria MRSA, altamente resistente a medicamentos, que é transmitida por meio de sexo anal, pelo contato da pele ou com superfícies contaminadas.